# 阿爾傑什河畔波耶納里鄉
44°43′N 23°49′E / 44.717°N 23.817°E
阿爾傑什河畔波耶納里鄉（羅馬尼亞語：Comuna Poienarii de Argeș, Argeș），是羅馬尼亞的鄉份，位於該國中南部，由阿爾傑什縣負責管轄，處於布加勒斯特西北面140公里，每年平均降雨量1,228毫米，海拔高度335米，2007年人口1,140。